# Peristerophila columbae
Peristerophila columbae (älteres Syn. Syringophilus columbae Hirst, 1920) ist eine bei Tauben vorkommende Federmilbe. Sie parasitiert in den Federn ihres Wirts.

## Merkmale
Die Körperlänge der Weibchen beträgt 635 bis 680 µm. Das Gnathosoma ist 85 bis 110 µm lang. Das Längenverhältnis zwischen erstem Apodem und Gnathosoma beträgt 1:1,3–1,5. Die medialen Atemlöcher (Peritrema) haben zwei Kammern, die lateralen jeweils 4 bis 5 Kammern. Das Propodonotalschild ist gepunktet, schwach sklerotisiert und rechteckig. Das Hysteronotalschild ist mit dem Pygidialschild verschmolzen und im hinteren Abschnitt punktiert. Die Basen der Setae liegen am Vorderrand dieses Schildes. Die erste Hüfte (Coxa) ist dicht gepunktet, die des zweiten bis vierten Beinpaars dagegen schwach. Die kurzen Borsten (Setae) sind 20–25, die längsten bis zu 230 µm lang. Die Länge des ersten Beinpaars beträgt 60–75, die es zweiten 50–70 µm.